# 明花乡
明花乡，是中华人民共和国甘肃省张掖市肃南裕固族自治县下辖的一个乡镇级行政单位。

## 行政区划
明花乡下辖以下地区：
前滩村、灰泉子村、刺窝泉村、深井子村、湖边子村、贺家墩村、黄土坡村、南沟村、中沙井村、小海子村、上井村、双海子村、许三湾村和黄河湾村。